# Milltown (stadion)
Milltown – stadion piłkarski w Warrenpoint, w Irlandii Północnej. Został otwarty w 1997 roku. Może pomieścić 2000 widzów. Swoje spotkania rozgrywają na nim piłkarze klubu Warrenpoint Town FC.

## Historia
Stadion został otwarty w 1997 roku. Początkowo grający na nim piłkarze klubu Warrenpoint Town FC występowali w rozgrywkach regionalnych. W 2010 roku zespół wywalczył awans do Championship Two (trzeci poziom ligowy), a rok później do Championship One (drugi poziom). Po kolejnych dwóch latach, w roku 2013, drużyna po raz pierwszy w historii wywalczyła awans do najwyższej klasy rozgrywkowej. Pierwsze mecze domowe w sezonie 2013/2014 zespół rozgrywał jednak na Stangmore Park w Dungannon, gdyż ich własny obiekt nie spełniał pierwszoligowych standardów. Po dokonaniu niezbędnych modernizacji drużyna powróciła na Milltown 20 grudnia 2013 roku w meczu przeciwko Glenavon FC. Premierowy mecz północnoirlandzkiej Premiership na stadionie Milltown zakończył się jednak niewypałem. W przerwie meczu doszło do awarii oświetlenia na stadionie i spotkania nie udało się dokończyć. Do przerwy gospodarze prowadzili 1:0. Kolejny mecz na Milltown rozegrano 26 grudnia przeciwko Ards FC. Tym razem spotkanie udało się dokończyć (wygrana Warrenpoint Town 2:0), choć ponownie doszło do awarii oświetlenia, co spowodowało opóźnienie wznowienia drugiej części gry o 20 minut. Mimo początkowych problemów, klubowi udało się powrócić na swój stadion.
W pierwszym sezonie drużyna zajęła przedostatnie, 11. miejsce w pierwszoligowej tabeli, co dało utrzymanie. Rok później zajęła tę samą lokatę, co tym razem oznaczało jednak konieczność gry o utrzymanie w barażach z Bangor FC. Po porażce 0:2 na wyjeździe, w rewanżu Warrenpoint Town wygrało na Milltown w tym samym stosunku. Rozstrzygnięcie dwumeczu zapadło dopiero w rzutach karnych, w których gospodarze rewanżu zwyciężyli 3:1 i utrzymali się w Premiership. W kolejnym sezonie nie udało się jednak utrzymać, choć walka o pozostanie w elicie toczyła się do końca rozgrywek, a w ostatniej kolejce kibice na Milltown byli świadkami dramatycznej końcówki sezonu. W ostatnim meczu Warrenpoint Town podejmował Dungannon Swifts FC. W końcówce gospodarzom udało się strzelić gola na 1:0. Wynik ten dawał co najmniej gwarancję gry w barażach. W doliczonym czasie sędzia podyktował jednak w kontrowersyjnych okolicznościach rzut karny dla gości. Bramkarzowi gospodarzy udało się wybronić strzał, jak również dwie dobitki, wobec trzeciej jednak był bezradny i mecz zakończył się wynikiem 1:1. Tymczasem w toczonym równolegle spotkaniu dwóch bezpośrednich rywali drużyny z Warrenpoint w walce o utrzymanie, Carrick Rangers FC pokonał dzięki dwóm bramkom zdobytym w końcówce Ballinamallard United FC 2:1, co zepchnęło Warrenpoint Town na ostatnie miejsce w tabeli.
W następnym sezonie (2016/2017) zespół z Warrenpoint wygrał rozgrywki NIFL Championship (drugi poziom ligowy) z przewagą 15 punktów nad drugą drużyną w tabeli i ponownie awansował do Premiership, gdzie gra do dziś (2020).